# Caleb Landry Jones
Caleb Landry Jones (Garland, 7 dicembre 1989) è un attore e cantante statunitense.

## Biografia
Nato a Garland, è cresciuto nella vicina Richardson, dove i genitori, un imprenditore edile e un'insegnante di scuola formata in pedagogia speciale, possedevano una fattoria. Si è avvicinato alla recitazione alle superiori, iscrivendosi al corso di teatro e ballo della scuola su incoraggiamento dei genitori.

### Carriera attoriale
È apparso nel suo primo film all'età di 16 anni, interpretando uno dei due ragazzi in bici che soccorrono Anton Chigurh (Javier Bardem) nel finale di Non è un paese per vecchi (2007). Quello per il film è stato anche il primo provino a cui Jones abbia mai partecipato, e l'attore avrebbe poi attribuito alla sua breve esperienza sul set la nascita del suo interesse per il cinema.
Dopo alcuni ruoli minori, sempre accreditato come Caleb Jones, in altre produzioni girate in Texas e Stati limitrofi, ha deciso di trasferirsi a Los Angeles per perseguire a tempo pieno la carriera d'attore, usando i 5000 dollari guadagnati recitando nell'horror L'ultimo esorcismo (2010). Sei mesi dopo, ha ottenuto la parte del mutante Banshee nel blockbuster X-Men - L'inizio (2011), che ha lanciato la sua carriera.
(Jones su come è entrato nell'industria cinematografica.)
Negli anni duemiladieci, Jones ha sfruttato quello che il quotidiano The Guardian ha definito come «un volto diafano e lentigginoso che passa facilmente dalla bellezza luciferina a un che di primitivo» per interpretare numerosi ruoli da caratterista, solitamente personaggi ambigui o patetici, nel cinema indipendente e d'autore. Ha avuto il suo primo ruolo da protagonista nel 2012 in Antiviral.
Il suo anno più prolifico e di maggior successo è stato però il 2017, grazie a ruoli da non protagonista anche molto diversi tra loro in film di grande successo di critica e pubblico, come il primogenito della famiglia Armitage in Scappa - Get Out, il mite pubblicitario che affitta alla protagonista gli eponimi manifesti in Tre manifesti a Ebbing, Missouri e il figlio di Willem Dafoe in Un sogno chiamato Florida, oltre a un'apparizione al fianco di Tom Cruise nel film campione d'incassi al botteghino Barry Seal - Una storia americana e, sul piccolo schermo, il ruolo del marito violento della figlia di Shelly Johnson e Bobby Briggs nella nuova serie di Twin Peaks.
Nel 2021 ha vinto il premio per il miglior attore al Festival di Cannes per il film australiano Nitram, interpretando una versione fittizia del pluriomicida Martin Bryant. Nel 2023 è protagonista del film di Luc Besson Dogman, presentato alla Biennale del cinema di Venezia dello stesso anno.

### Carriera musicale
Discendente da parte di madre da una lunga serie di suonatori di banjo, da adolescente ha formato con l'amico Robert Hudson il gruppo rock alternativo Robert Jones, con cui si è esibito nella zona di Dallas. Quando il gruppo si è sciolto a causa degli impegni scolastici e professionali dei suoi membri, ha pubblicato l'album Men and Their Horses (2009), che ne raccoglieva le composizioni.
Jones è tornato a cantare e comporre musica a partire dal 2020, anno in cui ha pubblicato l'album The Mother Stone. Il suo album d'esordio da solista, classificato a come rock psichedelico, ha seguìto anni di brani mai pubblicati. Il regista Jim Jarmusch, che aveva diretto Jones ne I morti non muoiono, dopo averne ascoltato alcuni, l'ha indirizzato dall'etichetta newyorkese Sacred Bones, con cui avrebbe poi pubblicato l'album. Jones ha inciso l'album durante la lavorazione dei film The Outpost e Voglia di gentilezza nel 2019.

## Filmografia

### Cinema
- Non è un paese per vecchi (No Country for Old Men), regia di Joel ed Ethan Coen (2007)
- Una squadra molto speciale (The Longshots), regia di Fred Durst (2008)
- L'ultimo esorcismo (The Last Exorcism), regia di Daniel Stamm (2010)
- The Social Network, regia di David Fincher (2010)
- X-Men - L'inizio (X-Men: First Class), regia di Matthew Vaughn (2011)
- Summer Song, regia di A. Rappaport (2011)
- Contraband, regia di Baltasar Kormákur (2012)
- Antiviral, regia di Brandon Cronenberg (2012)
- Byzantium, regia di Neil Jordan (2012)
- Tom à la ferme, regia di Xavier Dolan (2013) - non accreditato
- God's Pocket, regia di John Slattery (2014)
- Low Down, regia di Jeff Preiss (2014)
- Queen and Country, regia di John Boorman (2014)
- Heaven Knows What, regia di Josh e Benny Safdie (2014)
- Stonewall, regia di Roland Emmerich (2015)
- Crazy Dirty Cops (War on Everyone), regia di John Michael McDonagh (2016)
- Scappa - Get Out (Get Out), regia di Jordan Peele (2017)
- Barry Seal - Una storia americana (American Made), regia di Doug Liman (2017)
- Tre manifesti a Ebbing, Missouri (Three Billboards Outside Ebbing, Missouri), regia di Martin McDonagh (2017)
- Un sogno chiamato Florida (The Florida Project), regia di Sean Baker (2017)
- Tyrel, regia di Sebastián Silva (2018)
- Welcome the Stranger, regia di Justin Kelly (2018)
- Friday's Child, regia di A. J. Edwards (2018)
- To the Night, regia di Peter Brunner (2018)
- Voglia di gentilezza (The Kindness of Strangers), regia di Lone Scherfig (2019)
- I morti non muoiono (The Dead Don't Die), regia di Jim Jarmusch (2019)
- The Outpost, regia di Rod Lurie (2020)
- Viena and the Fantomes, regia di Gerardo Naranjo (2021)
- Nitram, regia di Justin Kurzel (2021)
- The Forgiven, regia di John Michael McDonagh (2021)
- Finch, regia di Miguel Sapochnik (2021)
- Dogman, regia di Luc Besson (2023)
- Harvest, regia di Athīna Rachīl Tsaggarī (2024)

### Televisione
- Friday Night Lights – serie TV, 5 episodi (2008-2010)
- Breaking Bad – serie TV, episodi 2x04-3x03 (2009-2010)
- Victorious – serie TV, episodio 1x06 (2010)
- Twin Peaks – serie TV, 4 episodi (2017)

## Discografia

### Album in studio
- 2009 – Men and Their Horses (coi Robert Jones; autopubblicato)
- 2020 – The Mother Stone
- 2021 – Gadzooks Vol. 1
- 2022 – Gadzooks Vol. 2

## Riconoscimenti
- Festival di Cannes
  - 2021 – Prix d'interprétation masculine per Nitram
- AACTA Award
  - 2021 – Miglior attore per Nitram
- AACTA International Award
  - 2022 – Candidatura al miglior attore internazionale per Nitram

## Doppiatori italiani
Nelle versioni in italiano delle opere in cui ha recitato, Caleb Landry Jones è stato doppiato da:
- Flavio Aquilone in L'ultimo esorcismo, X-Men - L'inizio, Contraband, God's Pocket, Low Down, Scappa - Get Out, Twin Peaks, Tre manifesti a Ebbing, Missouri, I morti non muoiono, Dogman
- Gabriele Lopez in Un sogno chiamato Florida, Finch
- Davide Capone in The Outpost
- Daniele Giuliani in Crazy Dirty Cops
- Gianfranco Miranda in Stonewall
- Alex Polidori in Barry Seal - Una storia americana
- Daniele Raffaeli in Breaking Bad
- Simone Veltroni in Byzantium
- Federico Viola in The Forgiven